# Days of Confusion
Days of Confusion (DoC) este o formație românească  de alternative metal/post-grunge, înființată în 2010 de Cezar Popescu (chitară), Cosmin Lupu (voce, chitară), Dan Ionescu (chitară) și Andrei Ilie (baterie). Trupa a fost completată în septembrie 2013 de Andrei Zamfir.
Până la apariția albumului "SEEDS", în noiembrie 2012, grupul a cântat sub numele de "Aria". În acești ani au deschis concertele celor de la ARCH ENEMY (Suedia) și ACCEPT (Germania), ocazie cu care membrii trupei au simțit primele reacții ale publicului la muzica creată de ei.
În toamna lui 2012 apare materialul de debut al trupei, un EP de șase piese, intitulat ”SEEDS”, care a primit recenzii pozitive de la fani și critici, atât din România cât și de peste hotare. Aprecierile unanime ale publicului și oamenilor de muzică au plasat trupa în vârful genului. Experiența solidă, ideile noi de compoziție, conceperea spectacolelor și atitudinea scenică sunt atuuri de necontestat ale DoC, ei având, cu siguranță, competitivitate la nivel internațional.
Organizatorii de spectacole aveau să-i crediteze și ei, prin includerea trupei în programul de deschidere a concertelor, pentru legendarii QUEENSRYCHE (S.U.A.), pe 20 octombrie 2013 iar, mai apoi, pe 20 iunie 2014, pentru cei de la KARNIVOOL (Australia).
Un nou single, “BLOODSTREAM”, a fost realizat oficial pe 23 ianuarie 2014, fiind susținut de un videoclip și un concert de 75 de minute. Spectacolul a fost conceput ca o experiență completă de muzică, lumini, proiecții, sunete și culoare.
Albumul care se anunță pentru anul 2015 a fost prefațat de "DHARKATA", video/single cu o abordare nouă, care vorbește de la sine despre maturitatea la care a ajuns trupa.

## Istoric

### Formare
Cei care au avut primul cuvânt de spus au fost cei de la trupa Aria, o trupă tânără (atât ca existență, cât și din punct de vedere al componenței), aflată la primul concert în această formulă: Cosmin Lupu, Cezar Popescu, Robert Ursache și Andrei Ilie. Cu toate că nu seamănă în niciun fel cu Arch Enemy, pe mine una m-au impresionat într-un mod plăcut. Am auzit tot felul de comentarii privitoare la lipsa unui stil omogen, bine definit al acestei trupe, însă mie tocmai acest lucru mi s-a părut original. Cine spune ca trebuie să cânti doar un singur gen de muzică, din care să nu ieși, orice ar fi? Voi menționa piesele „Faceless”, „Seeds”, „Walking In The Dark” și „Lifesong” și voi lăuda munca depusă în acest proiect, mai ales datorită faptului că unii dintre membri sunt implicați și în alte proiecte. Recunosc faptul că au fost o surpriză pentru mine, la fel ca și pentru alți câțiva spectatori prezenți în public. 
Membrii trupei s-au întâlnit pentru prima oară la G-estival, primul festival de chitară, organizat la Slobozia, pe 20 decembrie 2007 . Festivalul a dorit să promoveze tinerele talente ale muzicii rock românești, susținute prin prezența unor nume deja consacrate (Cezar Popescu, Adrian Ciuplea, Horea Crișovan și Florin Ochescu). O parte din trupa de acompaniament, intitulată ad-hoc G-Band, era formată din cei care aveau să fie membri DoC: Andrei Ilie (baterie), Cosmin Lupu (chitară), Robert Ursache (bas). Sergiu Mitrofan (clape) definitiva componența și era deja membrul trupei Byron. Printre instrumentiștii soliști se numărau Dan Ionescu (Raza) și Claudiu Ursache (ulterior la Inna). Pe 6 decembrie 2006, Constantin Teodorescu și Filarmonica Lyra, organizează, la Brăila, primul proiect de rock-simfonic din țară, Mozart Rocks. El avea să-i cuprindă în componența sa, de-a lungul existenței, pe toți membrii DoC. Deja în 15 august 2007, tot la Brăila, la Casa Tineretului, în spectacolul Beethoven Rocks, alături de Orchestra Teatrului Național de Operă și Balet, "Oleg Danovschi" din Constanța și ceilalți chitariști solo (George Pătrănoiu, Remus Carteleanu și Horea Crișovan) apare și Cezar Popescu. În anul 2008, pe 11 octombrie, la Sala Radio din București, alături de Orchestra Națională Radio, condusă de Tiberiu Soare, îi regăsim pe Cezar Popescu, Dan Ionescu și Andrei Ilie, iar la Timișoara, pe 21 decembrie 2008, Cosmin Lupu se alătură formulei de bază a spectacolului de mare succes Mozart Rocks. Robert Ursache, primul bas-ist cu care cei patru membri DoC colaborează, avea să intre și el în Mozart Rocks cu ocazia spectacolului de la Galați, pe 17 septembrie 2011.
Deși premisele existau, trupa nu avea să se formeze foarte repede, Andrei Ilie abia în 2009 urmând să ajungă în București, cu ocazia admiterii la facultate.
Așadar, primele discuții și repetiții au avut loc în 2010. Numele inițial, asupra căruia membrii fondatori au căzut de acord, a fost ARIA. Totuși, pentru a elimina confuziile create în jurul numelui, ARIA devine DAYS OF CONFUSION ! Începând cu 29 noiembrie 2012, odată cu lansarea primul material discografic, trupa va folosi numai noul nume. Existența unei trupe vechi, active și puternice de heavy metal, cu același nume, care activează în Rusia, i-a determinat pe membrii fondatori să facă acest demers.

### Debut scenic
Pentru completarea trupei, la bas, în primă fază, a fost cooptat prietenul lor Robert Ursache, care în scurt timp avea să devină membru Proconsul. Totuși trupa susține în această formulă primele două concerte, la Jukebox Venue/Chaos Venue, în București, pe 15 ianuarie 2012, o repetiție cu public, pentru prezentarea trupei care urma să cânte în deschiderea trupei suedeze Arch Enemy și, pe 18 ianuarie 2012, deschiderea propriu-zisă, la Arenele Romane din București. Robert a înregistrat linia de bas pentru 3 dintre piesele primului EP.

### Primul EP
Cu energia și încrederea câștigată la primele concerte, DoC planifică pentru luna noiembrie 2012 filmarea unui videoclip și lansarea materialul discografic de debut, un EP de 6 piese, intitulat sugestiv SEEDS. Mixajul și masterizare s-au realizat în S.U.A. la studioul lui Jeffro Lacksheide Arhivat în 13 februarie 2015, la Wayback Machine., care a mixat și produs pentru nume importante din lumea muzicii și care, atunci când a auzit piesele demo, s-a oferit, cu mult entuziasm, să lucreze la EP. SEEDS a fost lansat, pe 29 noiembrie 2012, în Club Fabrica din București. El a fost susținut, în avanpremieră, pe 18 noiembrie 2012, de MTV România în cadrul emisiunii Alternative Nation și de lansarea primului videoclip al trupei, Meta, pe 16 noiembrie 2012, pe toate rețelele de socializare. Concertul de lansare a fost susținut la bas de către Adrian Ciuplea, colegul lui Cezar Popescu de la Vița de Vie, care a adus spectacolului o energie suplimentară fantastică și Alex Pascu (Goodbye To Gravity), nu mai puțin implicat, cu care totul s-a transformat într-un spectacol foarte reușit și apreciat. Graficianul Costin Chioreanu, cu care trupa a colaborat la realizarea videoclipului și EP-ului spunea într-un interviu acordat lui Nelu Brîndușan și revistei MaximumRock.ro următoarele: "Meta" este un clip extrem de dinamic, ce îmbină filmările cu trupa cu o poveste plină de metaforă și substanță, care subliniază una dintre cele mai grave probleme ale societății. Este vorba de nevoia permanentă a omului de a se confunda cu proiecția sa în societate și de a uita de adevărata sa identitate. Am rămas plăcut surprins să regăsesc această problemă analizată în versurile piesei...de acolo a început totul. Nu am mai lucrat până acum folosind expunerea prin antiteză, cred că sunt la fel de nerăbdător ca și trupa să lansăm acest videoclip!" Muzica DoC se poate asculta în sfârșit pe Amazon și iTunes iar EP-ul poate însoți de-acum toate concertele lor. DoC surprinde încă de la prima apariție cu o energia nouă, puternică, inteligent dozată și disipată. Calitatea compozițiilor și profesionalismul trupei sunt mereu invocate în cronicile presei de gen românești și străine . Mesajele private de susținere pe toate canalele de socializare au contribuit și ele la un succes oarecum așteptat, dar atât de necesar pentru continuarea muncii de creație.
“Seeds” este un EP format din șase piese alternative/post-grunge, criticat pozitiv în țară cât și peste hotare atât datorită calității producției, cât și datorită unității muzicale a pieselor. Cele șase piese îmbină melancolia cu sonorități alternative care amintesc de Alter Bridge și dețin toate elementele cheie pentru un EP de succes: un instrumental închegat din care poți distinge cu ușurință versatilitatea și măiestria fiecărui artist care stă în spatele său, un vocal antrenat care ne trimite cu gândul către mari trupe de alternative din afară datorită căldurii și tăriei și o conexiune imposibil de ratat între membrii trupei.
Concertele lor live vorbesc de la sine și oricine a asistat măcar la unul dintre ele, nu a plecat de acolo fără ca numele Days of Confusion să le răsune în minte. 
SEEDS:
1. "Grace" - 6:24
2. "Meta" - 4:04
3. "Seeds" - 4:01
4. "Journey" - 4:53
5. "Faceless" - 3:43
6. "Walking In The Dark" - 6:13

Piesele au fost înregistrate de :

Cezar Popescu – chitară, voce, chitară bas (piesele: 1, 4, 5)

Cosmin Lupu – voce

Dan Ionescu – chitară

Robert Ursache – chitară bas (piesele: 2, 3, 6)

Andrei Ilie – baterie

## Activitatea concertistică
DoC a încercat după lansarea primului EP realizarea unei formule stabile de trupă, lipsa unui bas-ist dedicat trupei punând mereu probleme. Varianta cu Adrian Ciuplea era extrem de benefică dar, în ciuda faptului că acesta se identifica perfect cu compozițiile și componența trupei, era foarte ocupat, el trebuind să susțină în paralel Vița De Vie, Platonic Band și turneele cu Steve Vai. Până la găsirea unui membru stabil s-a apelat la Alex Pascu (Goodbye To Gravity). În septembrie 2013, Andrei Zamfir, un foarte tânăr și talentat bas-ist, reușește să-i surprindă pe membrii trupei prin determinarea și cunoștințele acumulate. El va completa componența trupei și, pentru prima dată de la înființare, DoC are o formulă stabilă de concert.
DoC a avut apariții mai restrânse, fiind prezentă mai mult la deschiderea concertelor unor trupe din străinătate sau la marile festivaluri din țară. Timpul nu permitea mai mult. Cezar, Dan și Andrei erau foarte presați de un program neîngăduitor la trupele lor de origine, Vița de Vie și Asha, singurele derogări fiind cele legate de concertele de caritate.
Totuși, anul 2015 aduce schimbările necesare și trupa deschide seria concertelor de promovare în țară, la începutul lunii februarie.

### Lansare material discografic și premiere
Tehnică, atenție la detalii, sound cizelat și atent construit, multe piese cu trăsături de hituri – așadar un show intens, relevator, așa cum trupa ne-a obișnuit. 
"DHARKATA", single și videoclip – 2 aprilie 2015
“BLOODSTREAM”, single și videoclip – 23 ianuarie 2014
METALHEAD AWARDS 2012 – 31 ianuarie 2013
"SEEDS”, EP – 29 noiembrie 2012

### Festivalurile rock din România
Pentru mine, Dharkata reprezintă îmbinarea fericită dintre cele două lucruri care-mi guvernează existența în plan spiritual – artele marțiale și muzica. În ultimii doi ani, am descoperit foarte multe asemănări între principiile aflate în cele două domenii, oricât de diferite ar părea ele și m-am bucurat enorm la gândul că pot să fac ceva care să le prezinte în același context în fața tuturor. Kenjutsu mi-a remodelat gândirea și atitudinea față de viață în general și cred cu tărie că m-a dezvoltat mai departe și în plan muzical. 
POSADA ROCK FESTIVAL – 5 septembrie 2014
BERGENBIER “Zilele Prieteniei” Tour 2014 – Craiova (22 iunie), Galați (10 august), Constanța (16 august)
ROCKSTADT EXTREME FEST – 29 august 2013
B’ESTFEST SUMMER CAMP – 7 iulie 2013

### Deschidere pentru trupele din străinătate
Deschidere pentru ABOVE US THE WAVES (Grecia) – 19 octombrie 2014
Deschidere pentru KARNIVOOL (Australia) – 20 iunie 2014
Deschidere pentru QUEENSRYCHE (S.U.A.) – 20 octombrie 2013
Deschidere pentru ACCEPT (Germania) – 21 octombrie 2012
Deschidere pentru ARCH ENEMY (Suedia) – 18 ianuarie 2012

### Concerte de caritate
Acoustic All Stars - Colectare de fonduri pentru Hospice Casa Speranței - 10 decembrie 2014 - la inițiativa lui Cosmin Lupu, toate încasările fiind donate organizației Hospice.
One Love For Chi - 04 aprilie 2013 - Toate încasările au fost virate în contul basistului de la Deftones, Chi Cheng, "One Love For Chi" Fundraiser (oneloveforchi.com)

## Premii și nominalizări
Dharkata este o provocare. Reprezintă un teritoriu nou pentru Days of Confusion, iar abordarea diferită ne-a motivat foarte mult, piesa având o cu totul altă vibrație decăt celelalte scrise până acum. Muzical, este mai profundă și mai bogată, iar liric, mult mai personală. Ea reflectă îndeaproape nivelul la care am ajuns atât individual, cât și ca trupă, fiecare dintre noi simțind ideea piesei, cât de greu este să cladești ceva și cât de ușor este să distrugi. 
... bucureștenii de la Days of Confusion sunt aici la un vârf de maturitate, inspirație și calitate, venind cu un metal modern rafinat și foarte bine produs. 
Din noianul de fandoseli veleitariste și enervant de inconsistente, se disting cîteva nume prin modul în care se definesc în muzică: Sebastian Spanache Trio, Blue Noise, Ana Cristina Leonte, Dumitrio, Days of Confusion, precum și cîțiva tineri muzicieni care ne dau semne bune în ceea ce privește diversitatea, calitatea și curățenia scenei din viitor 
| An   | Premiu                              | Acordat de         | Trupei / Piesei   | Rezultat     |
| ---- | ----------------------------------- | ------------------ | ----------------- | ------------ |
| 2014 | CEL MAI BUN HARD ROCK / HEAVY METAL | OnAir Music Awards | Bloodstream       | Nominalizare |
| 2014 | BEST ROCK ARTIST                    | Sunete             | Days of Confusion | Nominalizare |
| 2012 | BEST ROMANIAN METAL NEWCOMER        | Metalhead          | Days of Confusion | Câștigător   |

## Discografie

### EP
- "SEEDS" - 29 noiembrie 2012[46]

### SINGLE
- "Dharkata" (6:06)[11][17][23][47]

Lansarea oficială: 2 aprilie 2015
- "Bloodstream" (versiuni: radio - 4:44, studio - 5:47)

Lansarea oficială: 10 februarie 2014

Casa de discuri: Meta4 Productions

## Videoclipuri
- "Dharkata"[11][17][23][47] - 2 aprilie 2015
- "Bloodstream"[49] - 23 ianuarie 2014
- "Meta"[15] - 16 noiembrie 2012

## Interviuri
Days of Confusion: “un concert trebuie să reprezinte o experiență audio vizuală cât mai completă” (interviu) - 24 iunie 2015

Interviu Days Of Confusion: Oamenii din România, oricât de urât ar suna, sunt needucați din perspectiva muzicală - 2 iunie 2015

Despre filosofia japoneză în rock-ul alternativ românesc - interviu cu Days of Confusion - 15 mai 2015

Days of Confusion – experiența unor sonorități alternative (Interviu) - 6 decembrie 2014

Days of Confusion - interviu Moshpit.ro - 26 martie 2014

Linia de noapte – Radio România București FM, realizator: Răzvan Ursuleanu - 26 februarie 2014

Interviu: Days Of Confusion, despre planurile pentru 2014 si prieteniile din rockul romanesc - 2 octombrie 2013

Radio România Internațional, emisiunea "Cum ne place", realizator: Răzvan Dumitrescu - 8 iunie 2013

Dilema veche, nr. 467, Trei întrebări pentru Days of Confusion - 24 ianuarie 2013

Days of Confusion Exclusive Interview - 25 noiembrie 2012